# Landkreis Elbogen

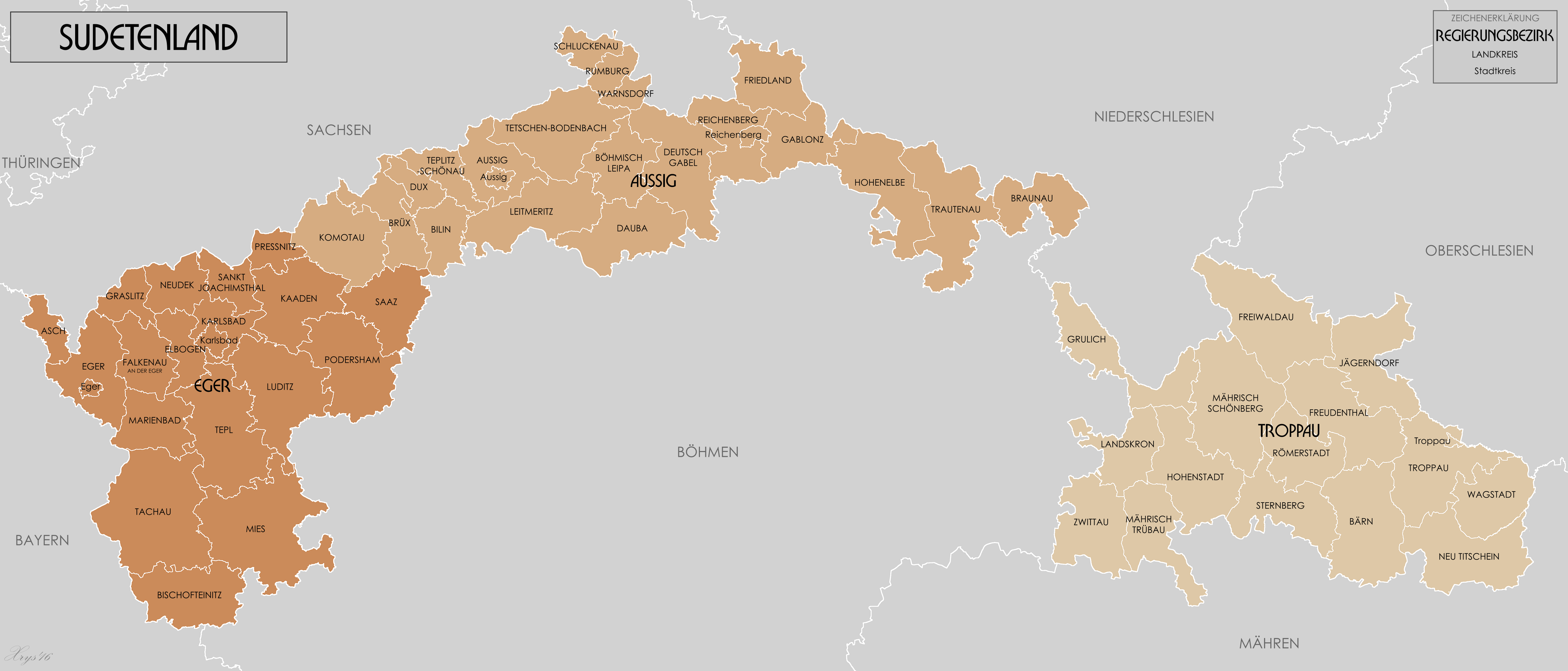
Verwaltungskarte des Reichsgaus Sudetenland

Der deutsche Landkreis Elbogen bestand in der Zeit zwischen 1938 und 1945. Er umfasste am 1. Januar 1945:
- 5 Städte (Chodau, Elbogen, Lauterbach, Schlaggenwald und Schönfeld)
- 1 Markt (Neusattl)
- 28  Gemeinden.

Am 1. Dezember 1930 hatte das Gebiet des Landkreises Elbogen 40.795 Einwohner, am 17. Mai 1939 waren es 37.393 und am 22. Mai 1947 19.223 Bewohner.

## Verwaltungsgeschichte
Um 1255 siedelten deutsche Bergleute aus Thüringen im Kreis Elbogen. 1300 bis 1340 wurde die Burg Neudek in Elbogen errichtet. Um 1300 war die alte (slawische) Gaueinteilung, unter der das Gebiet zum Gau Zettlitz gehörte, verfallen. Kaiser Karl IV. teilte das Land Böhmen in 13 Kreise. Der Elbogener Kreis (mit Neudek) reicht vom Pilsner Kreis bis zur Oberpfalz, zum Vogtland, zur Markgrafschaft Meißen und zum Saazer Kreis. Von 1300 bis 1410 herrschten die Herren Plick auf der Neudek.

### Tschechoslowakei / Deutsche Besatzung
Vor dem Münchner Abkommen vom 29. September 1938 gehörte der politische Bezirk Loket zur Tschechoslowakei.
In der Zeit vom 1. bis 10. Oktober 1938 besetzten deutsche Truppen das Sudetenland. Der politische Bezirk Loket trug fortan die frühere deutsch-österreichische Bezeichnung Elbogen. Er umfasste den Gerichtsbezirk Elbogen. Seit dem 20. November 1938 führte der politische Bezirk Elbogen die Bezeichnung „Landkreis“. Er unterstand bis zu diesem Tage dem Oberbefehlshaber des Heeres, Generaloberst Walther von Brauchitsch, als Militärverwaltungschef.

### Deutsches Reich
Am 21. November wurde das Gebiet des Landkreises Elbogen förmlich in das Deutsche Reich eingegliedert und kam zum Verwaltungsbezirk der Sudetendeutschen Gebiete unter dem Reichskommissar Konrad Henlein.
Sitz der Kreisverwaltung wurde die Stadt Elbogen.
Ab dem 15. April 1939 galt das Gesetz über den Aufbau der Verwaltung im Reichsgau Sudetenland (Sudetengaugesetz). Danach kam der Landkreis Elbogen zum Reichsgau Sudetenland und wurde dem neuen Regierungsbezirk Eger mit dem Sitz des Regierungspräsidenten in Karlsbad zugeteilt.
Zum 1. Mai 1939 wurde eine Neugliederung der teilweise zerschnittenen Kreise im Sudetenland verfügt. Danach blieb der Landkreis Elbogen in seinen bisherigen Grenzen erhalten.
Bei diesem Zustand blieb es bis zum Ende des Zweiten Weltkriegs.
Seit 1945 gehörte das Gebiet zunächst wieder zur Tschechoslowakei. Heute ist es ein Teil der Tschechischen Republik.

## Landräte
1939–1941/45: Anton Meindl

## Kommunalverfassung
Bereits am Tag vor der förmlichen Eingliederung in das Deutsche Reich, nämlich am 20. November 1938, wurden alle Gemeinden der Deutschen Gemeindeordnung vom 30. Januar 1935 unterstellt, welche die Durchsetzung des Führerprinzips auf Gemeindeebene vorsah. Es galten fortan die im bisherigen Reichsgebiet üblichen Bezeichnungen, nämlich statt:
- Ortsgemeinde: Gemeinde,
- Marktgemeinde: Markt,
- Stadtgemeinde: Stadt,
- Politischer Bezirk: Landkreis.

## Ortsnamen
Es galten die bisherigen Ortsnamen weiter, und zwar in der deutsch-österreichischen Fassung von 1918.

## Städte und Gemeinden
- Albernhof
- Alt Sattl
- Chodau
- Doglasgrün
- Dotterwies
- Elbogen
- Gfell
- Granesau
- Griesbach
- Grünlas
- Höfen
- Horn
- Imlikau
- Kösteldorf
- Kührberg
- Lauterbach
- Leßnitz
- Litmitz
- Münchhof
- Nallesgrün
- Neu Rohlau
- Neusattl
- Pechgrün
- Poschetzau
- Poschitzau
- Rabensgrün
- Roßmeisl
- Schlaggenwald
- Schönfeld
- Stelzengrün
- Stirn
- Wintersgrün
- Zech
- Ziegelhütten